# Upogebia yokoyai
Upogebia yokoyai is een tienpotigensoort uit de familie van de Upogebiidae. De wetenschappelijke naam van de soort is voor het eerst geldig gepubliceerd in 1938 door Makarov.